# Advanced Combat Optical Gunsight
Advanced Combat Optical Gunsight oder kurz ACOG ist die Bezeichnung für eine Reihe von Zieloptiken der Firma Trijicon, die überwiegend im militärischen Bereich Anwendung findet. Je nach Modell haben sie einen Bereich zwischen 1,5- und 6-facher Vergrößerung.

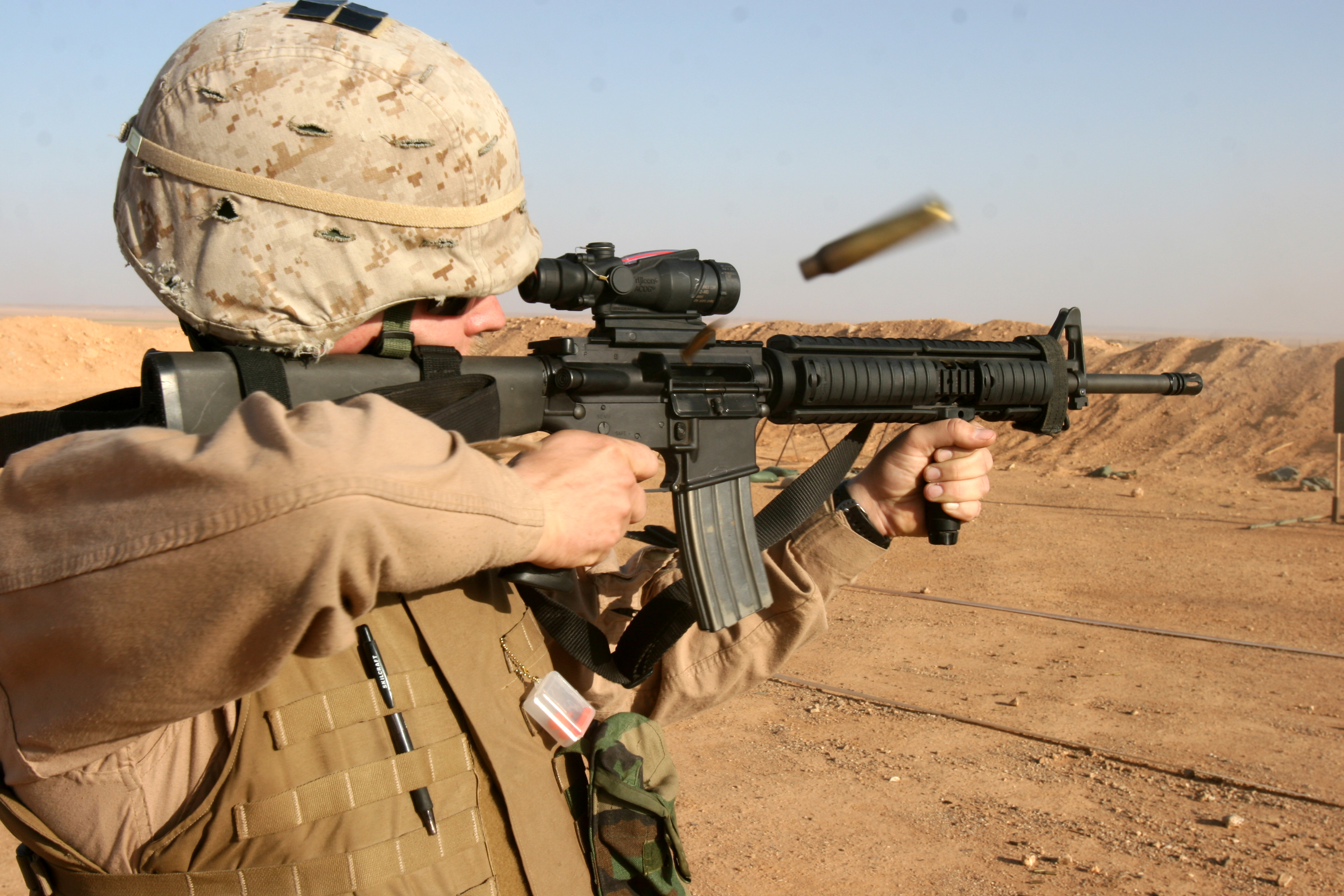
US-Marine mit M16A4 und Trijicon-ACOG-Visier

Die ACOG-Zieloptiken haben beleuchtete Absehen, kommen jedoch völlig ohne Batterien aus, da sie mit Tritium und Faseroptik funktionieren.
Sie sind hauptsächlich für Kampfeinsätze unter schwierigen Witterungsbedingungen konzipiert und gebaut.